# Complexul rupestru din Socola
Complexul rupestru din Socola este o mănăstire amplasată în Socola, raionul Șoldănești, Republica Moldova. Este un monument arhitectural de importanță națională inclus în Registrul monumentelor Republicii Moldova ocrotite de stat cu nr. 2970 (raionul Șoldănești). Datează din sec. III-XV.